# Autonomna oblast
Autonomna oblast je autonomna administrativna jedinica koja se nalazi na istoj administrativnoj razini kao oblast. Autonomne oblasti mogu biti:
- Autonomne oblasti Sovjetskog saveza
- Autonomne oblasti Rusije
- Srpske autonomne oblasti
- Istočna Rumelija